# 法扎巴德
法扎巴德（發音：[fɛːzaːbaːd]）是印度北方邦阿约提亚县的一个城镇。总人口49292（2015年）。該城與比鄰的城市阿約提亞組成一個具有五十萬人規模的都會區。

## 人口
该地2001年总人口13647人，其中男性8940人，女性4707人；0—6岁人口1417人，其中男775人，女642人；识字率78.10%，其中男性为85.48%，女性为64.07%。

## 外部連結
- Faizabad city website
- Official district web site （页面存档备份，存于）